# Франческо Косига
Франческо Косига (на италиански: Francesco Cossiga) е италиански политик от партията Християнска демокрация.

## Биография
Той е роден на 26 юли 1928 година в Сасари. През 1976 – 1978 година, по време на отвличането и убийството на Алдо Моро, е министър на вътрешните работи. По-късно е министър-председател (1979 – 1980), председател на Сената (1983 – 1985) и президент (1985 – 1992). В края на 1990-те години участва в просъществувалата кратко партия Демократичен съюз за републиката.
Франческо Косига умира на 17 август 2010 година в Рим.
1. 1 2  COSSIGA, Francesco //   2014 г. Посетен на 22 януари 2023 г.